# Grand Prix SAR La Princesse Lalla Meryem 2017
Grand Prix SAR La Princesse Lalla Meryem 2017 byl tenisový turnaj pořádaný jako součást ženského okruhu WTA Tour, který se hrál v městském tenisovém areálu Club des Cheminots na otevřených antukových dvorcích. Probíhal mezi 1. dubnem až 6. květnem 2017 v marockém Rabatu jako sedmnáctý ročník turnaje. Jednalo se o jedinou událost sezóny konanou na africkém kontinentu.
Turnaj s rozpočtem 250 000 dolarů patřil do kategorie WTA International Tournaments. Nejvýše nasazenou ve dvouhře se stala šestnáctá hráčka světa Anastasija Pavljučenkovová z Ruska. Jako poslední přímá účastnice do dvouhry nastoupila německá 101. hráčka žebříčku Tatjana Mariová.
Jubilejní desátý titul na okruhu WTA Tour vybojovala Ruska Anastasija Pavljučenkovová. Z první společně odehrané deblové soutěže si trofej odvezl maďarsko-český pár Tímea Babosová a Andrea Hlaváčková. Obě soutěže tak ovládly nejvýše nasazené hráčky.

## Distribuce bodů a finančních odměn

### Distribuce bodů
| Soutěž  | vítězky | finalistky | semifinalistky | čtvrtfinalistky | 16 v kole | 32 v kole | Q  | Q3 | Q2 | Q1 |
| ------- | ------- | ---------- | -------------- | --------------- | --------- | --------- | -- | -- | -- | -- |
| dvouhra | 280     | 180        | 110            | 60              | 30        | 1         | 18 | 14 | 10 | 1  |
| čtyřhra | 280     | 180        | 110            | 60              | 1         | —         | —  | —  | —  | —  |

### Finanční odměny
| Soutěž                                | vítězky | finalistky | semifinalistky | čtvrtfinalistky | 16 v kole | 32 v kole | Q3     | Q2   | Q1   |
| ------------------------------------- | ------- | ---------- | -------------- | --------------- | --------- | --------- | ------ | ---- | ---- |
| dvouhra                               | $43 000 | $21 400    | $11 300        | $5 900          | $3 310    | $1 925    | $1 005 | $730 | $530 |
| čtyřhra                               | $12 300 | $6 400     | $3 435         | $1 820          | $960      | —         | —      | —    | —    |
| částky ve čtyřhře jsou uváděny na pár |         |            |                |                 |           |           |        |      |      |

## Ženská dvouhra

### Nasazení
| Stát                          | Hráčka                     | WTA | Nasazení |
| ----------------------------- | -------------------------- | --- | -------- |
| Rusko                         | Anastasija Pavljučenkovová | 16. | 1.       |
| Švýcarsko                     | Timea Bacsinszká           | 22. | 2.       |
| Austrálie                     | Darja Gavrilovová          | 27. | 3.       |
| Maďarsko                      | Tímea Babosová             | 30. | 4.       |
| Kazachstán                    | Julia Putincevová          | 31. | 5.       |
| Rumunsko                      | Irina-Camelia Beguová      | 33. | 6.       |
| USA                           | Lauren Davisová            | 35. | 7.       |
| USA                           | Alison Riskeová            | 39. | 8.       |
| Žebříček WTA k 24. dubnu 2017 |                            |     |          |

### Jiné formy účasti
Následující hráčky obdržely divokou kartu do hlavní soutěže:
- Anna Blinkovová
- Lina Qostalová
- Francesca Schiavoneová

Následující hráčky postoupily z kvalifikace:
- Gabriela Dabrowská
- Aleksandra Krunićová
- Conny Perrinová
- Nadia Podoroská

Následující hráčka postoupila z kvalifikace jako tzv. šťastná poražená:
- Sílvia Solerová Espinosová

### Odhlášení
před zahájením turnaje
- Caroline Garciaová  → nahradila ji  Andrea Petkovicová
- Pcheng Šuaj  → nahradila ji  Sara Erraniová
- Shelby Rogersová  → nahradila ji  Maryna Zanevská
- Anastasija Sevastovová  → nahradila ji  Tatjana Mariová
- Laura Siegemundová  → nahradila ji  Sílvia Solerová Espinosová

## Ženská čtyřhra

### Nasazení
| Stát                                                                                     | Hráčka                | Stát      | Hráčka                | WTA  | Nasazení |
| ---------------------------------------------------------------------------------------- | --------------------- | --------- | --------------------- | ---- | -------- |
| Maďarsko                                                                                 | Tímea Babosová        | Česko     | Andrea Hlaváčková     | 23.  | 1.       |
| Chorvatsko                                                                               | Darija Juraková       | Austrálie | Anastasia Rodionovová | 67.  | 2.       |
| Rumunsko                                                                                 | Ioana Raluca Olaruová | Ukrajina  | Olga Savčuková        | 102. | 3.       |
| Česko                                                                                    | Barbora Krejčíková    | Rusko     | Alla Kudrjavcevová    | 105. | 4.       |
| Žebříček WTA k 27. dubnu 2017; číslo je součtem žebříčkového postavení obou členek páru. |                       |           |                       |      |          |

### Jiné formy účasti
Následující páry obdržely divokou kartu do hlavní soutěže:
- Abir Elfahimiová /  Lilya Hadabová
- Laura Pousová Tiová /  Lina Qostalová

## Přehled finále

### Ženská dvouhra
- Anastasija Pavljučenkovová vs.  Francesca Schiavoneová 7–5, 7–5

### Ženská čtyřhra
- Tímea Babosová /  Andrea Hlaváčková vs.  Nina Stojanovićová /  Maryna Zanevská 2–6, 6–3, [10–5]